# Góry Omsukczańskie
Góry Omsukczańskie (ros. Омсукчанский хребет) – pasmo górskie w azjatyckiej części Rosji, w obwodzie magadańskim; najwyższa część Gór Kołymskich.
Leżą pomiędzy rzekami Bałygyczan i Sugoj, prawymi dopływami Kołymy; długość pasma ok. 350 km, wysokość do 1962 m n.p.m.; zbudowane z prekambryjskich skał metamorficznych, piaskowców i łupków; wierzchołki skaliste; w północnej części rzeźba alpejska; w niższych partiach lasy liściaste, w wyższych tundra górska.